# Loužnice
Loužnice (en allemand : Louschnitz ou Louznitz) est une commune du district de Jablonec nad Nisou, dans la région de Liberec, en République tchèque. Sa population s'élevait à 230 habitants en 2021.

## Géographie
Loužnice se trouve à 9 km au sud-est de Jablonec nad Nisou, à 18 km au sud-est de Liberec et à 90 km au nord-est de Prague.
La commune est limitée par Zásada au nord, par Držkov à l'est, par Radčice au sud-est et par Pěnčín à l'ouest
.

## Histoire
La première mention écrite du village date de 1624.

## Transports
Par la route, Loužnice se trouve à 6 km de Železný Brod, à 11 km de Jablonec nad Nisou, à 23 km de Liberec et à 109 km de Prague.